# Dihammaphora perforata
Dihammaphora perforata là một loài bọ cánh cứng trong họ Cerambycidae.